# Ли Юн Сук
Ли Юн Сук (кор. 이윤숙, англ. Lee Yoon-Sook; род. 1971, г. Ыйджонбу, провинция Кёнгидо) — южнокорейская шорт-трекистка, чемпионка мира 1992 года в команде. Окончила Женский университет Ихва в Сеуле.

## Биография
Ли Юн Сук впервые отобралась в национальную сборную в 1987 году.
В 1988 году участвовала на Олимпийских играх в Калгари, где шорт-трек был демонстрационным видом спорта, и на дистанциях 500, 1000, 1500 и 3000 метров заняла соответственно 28-е, 13-е, 12-е, и 18-е места.
В феврале 1989 года, когда проходила обучение в средней школе Ыйджонбу, выиграла 70-е зимние Национальные игры, установив новый корейский рекорд в соревнованиях в беге на 3000 м со временем 5:22,69 сек.
В апреле на чемпионате мира в Солихалле в составе эстафетной команды выиграла бронзовую медаль, а в общем зачёте заняла 9-е место. Через года на зимних Азиатских играх в Саппоро в эстафете заняла второе место. В 1991 году участвовала на чемпионате мира в Сиднее в составе эстафетной команды, но в призы не попали, но уже в 1992 году на командном чемпионате мира в Минамимаки выиграла свою золотую медаль в составе женской команды.
В марте 1993 года она выиграла бронзу в эстафете на чемпионате мира в Пекине и решила завершить карьеру спортсменки. Звезда шорт-трека Ли Юн Сук, которую считали самой красивой женщиной в Деревне атлетов Тэын-Сук, в апреле ушла с активной службы после национального чемпионата. Последние 7 лет она была капитаном женской сборной по шорт-треку,
Ли Юн Сук была в должности директора подразделения шорт-трека Федерации конькобежного спорта Кореи в 2010 году на Олимпийских играх в Ванкувере.